# Francesc Peris Mendoza
Francesc Peris Mendoza (Carlet, segle xix - València, abril de 1878) va ser un pintor valencià, canonge de la catedral de València, professor de perspectiva i acadèmic supernumerari de la Reial Acadèmia de Belles Arts de Sant Carles, i membre corresponent de la de San Fernando, a més d'altres corporacions científiques, literàries i religioses. Fou posseïdor d'un museu privat amb una valuosa col·lecció d'obres d'art antigues i modernes. En el Museu de Belles Arts de València es conserva una pintura seua representant a sant Roc.